# Amarsi è una cosa normale
Amarsi è una cosa normale è un singolo della cantante italiana Federica Carta, pubblicato il 21 settembre 2018 come quarto estratto dall'album Molto più di un film.

## Tracce
1. Amarsi è una cosa normale – 3:13